# Julian Frieswijk
Julian Frieswijk (23 november 1999) is een Nederlands korfballer.
Frieswijk speelt op het hoogste Nederlandse niveau korfbal, in de Korfbal League met LDODK. Sinds april 2024 is Frieswijk toegevoegd aan de selectie van het Nederlands korfbalteam.

## Spelerscarrière

### Begin
Frieswijk begon zijn korfbalcarrière bij SCO, de club waar zijn familieleden speelden. Bij deze club speelden zowel zijn vader als zijn oom in het 1e team.
In 2015, op 15-jarige leeftijd, stapte Frieswijk in de jeugd over naar het wat grotere DOS'46.
Bij DOS'46 speelde Frieswijk 3 seizoenen in de jeugd.

### LDODK
In 2018, op 18-jarige leeftijd, stapte Frieswijk over naar de Friese club LDODK uit Gorredijk.
Bij LDODK stapte Frieswijk binnen op een bijzonder moment. LDODK had voor het eerste in de clubgeschiedenis Korfbal League playoffs gespeeld in 2016-2017 en onder aanvoering van coach Erik Wolsink wilde de club definitief bij de top 4 van Nederland horen. Echter ging dit mis in seizoen 2017-2018 waarin de ploeg brak met de coach en uiteindelijk geen play-offs haalde.
Zo werd in de zomer van 2018 een nieuwe hoofdcoach aangesteld, namelijk Henk Jan Mulder en waren de clubambities groot. 
In seizoen 2018-2019 mocht Frieswijk af en toe minuten maken in het eerste team van LDODK, maar hij stond niet standaard in de basis.  Zo waren de basisheren dat seizoen Erwin Zwart, André Zwart, Friso Boode en Tim Flokstra. Wel wist de ploeg dit seizoen voor de tweede keer in de clubhistorie de play-offs in de zaal te halen. Echter strandde het seizoen in de play-offs tegen PKC.
In het seizoen erna, seizoen 2019-2020 kreeg Frieswijk al meer minuten in het 1e, totdat het seizoen abrupt werd stopgezet vanwege de coronapandemie. Het seizoen werd niet uitgespeeld.
In de zomer van 2020 stopte Friso Boode en hierdoor kwam er een vaste basisplaats vrij. Deze vulde Frieswijk op.
In seizoen 2020-2021 mocht onder strenge voorwaarden weer gekorfbald worden. In een andere opzet speelde de Korfbal League een seizoen, waarbij LDODK in de eerste play-off serie speelde tegen het Delftse Fortuna. Uiteindelijk strandde het seizoen voor LDODK hier.
Aan de start van seizoen 2021-2022 kreeg de club een nieuwe coach, namelijk Dico Dik. De ploeg begon goed aan het veld- en zaalseizoen, maar het boterde niet met de nieuwe coach.
Al in januari 2022 besloot Dik te stoppen en werd Gerald Aukes gevonden om het seizoen ad interim af te maken. Echter, toen had het interne gerommel de ploeg ontspoord. In de zaalcompetitie werd de ploeg 5e, waardoor het de play-offs miste. Iets later, in de veldcompetitie, kon de ploeg zich revancheren. LDODK stond in de kruisfinale, op weg naar de Nederlandse veldfinale, toen het in de kruisfinale verloor van PKC met 17-15. 
Voor het volgende seizoen 2022-2023 bleef Aukes aan als coach en kreeg LDODK versterking van international Harjan Visscher. De ploeg haalde in zowel de veld- als zaalcompetitie de play-offs. Echter was PKC in beide gevallen de tegenstander en in beide gevallen was PKC sterker.
In seizoen 2023-2024 wist LDODK het beste clubresultaat in de League te halen in de clubgeschiedenis. De ploeg stond na de reguliere competitie op de 2e plaats, waardoor het toch als licht favoriet de play-off serie in ging. In de play-off serie moest LDODK aantreden tegen DVO. DVO won de best-of-3 serie in 2 wedstrijden, waardoor het seizoen voor LDODK in mineur eindigde. Ook hierna nam LDODK afscheid van clubiconen zoals Erwin Zwart, Marjolijn Kroon en Femke Faber.
Het seizoen 2024-2025 begon iets anders dan voorgaande jaren. LDODK had met Jan Niebeek (voormalig bondscoach) een nieuwe hoofdcoach en met een vernieuwd trainingsschema waren de verwachingen voor LDODK hoog. De ploeg had een sterk zaalseizoen en  eindigde als 3e, met slechts 1 punt verschil met de nummer 2, Fortuna. In de play-off serie tegen Fortuna verloor LDODK de eerste wedstrijd, maar won het de tweede. Hierdoor moest een derde en beslissende wedstrijd gespeeld worden. In deze wedstrijd verloor LDODK met 25-18 waardoor LDODK alsnog met lege handen stond.
Iets later, in de veldcompetitie verzuimde LDODK om 1e te worden in de poule. Hierdoor plaatste de ploeg zich niet voor de kruisfinales.

## Oranje
In april 2024 werd Frieswijk door bondscoach Ard Korporaal geselecteerd voor het Nederlands korfbalteam.
Frieswijk won een gouden plak op de volgende internationale toernooien:
- EK 2024